# 디오스 (브랜드)

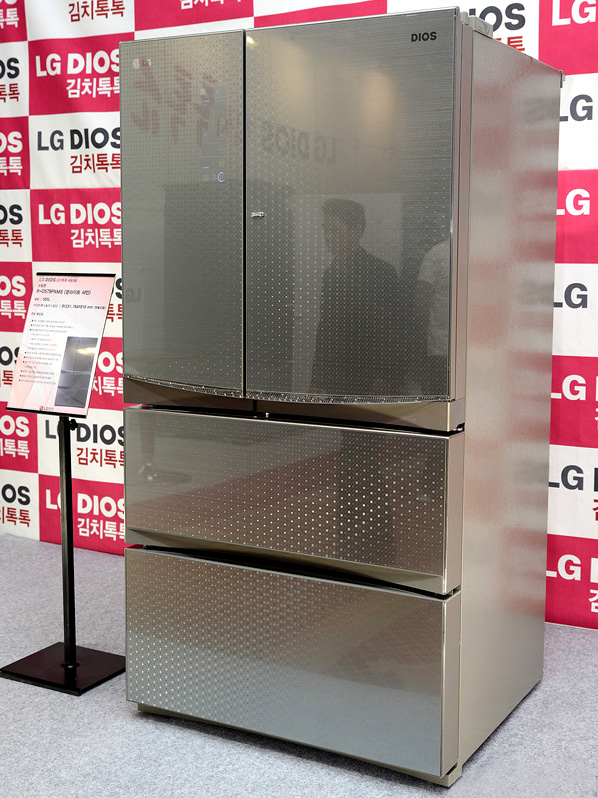
2013년형 5도어 타입 LG 디오스 김치냉장고

디오스(DIOS)는 LG전자의 주방 관련 사업 부분을 일컫는 브랜드로 양문형 냉장고, 오븐, 김치냉장고, 식기세척기 등을 판매하고 있다. 디오스는 Deluxe, Intelligent, Optimum, Silent의 첫글자를 따서 만든 이름이다.
삼성전자의 지펠에 자극받은 LG전자가 1999년 초기형을 시판, 지펠과 경쟁중이다.

## 논란
현재의 브랜드 표어는 'MY BETTER LIFE'로 삼성전자 지펠의 'My Fresh Life'와 흡사하여 표절의혹을 받기도 하였다.